# Туата Де Данан
Туата Де Данан (староирски: Tuatha Dé Danann; у преводу „народ богиње Дану”), раније позната под називом Туат Де (Tuath Dé; „племе богова”), натприродна су раса у ирској митологији. Многи од њих се сматрају представницима божанстава предхришћанске гелске Ирске.
Туата Де су често приказивани као краљеви, краљице, друиди, бардови, ратници, јунаци, исцелитељи и занатлије са натприродним моћима. Они живе у Другом свету, али комуницирају са људима и људским светом. Повезују се са шиима: истакнутим древним гробним хумкама, попут Бру на Бојн, које представљају улазе у Други свет. Њихови традиционални ривали су Фоморијанци, за које се сматра да представљају деструктивне силе природе, и које Туата Де побеђују у бици код Мој Туре. Истакнути чланови Туата Де су: Дагда („велики бог”), Мориган („велика краљица” или „краљица духова”), Луг, Нуада, Ангус, Бригит, Мананан, Диан Кехт и Гуивњу, један од Три Де Дана („три бога заната”). Неколико чланова Туата Де одговара древним келтским божанствима: Луг са Лугусом, Бригит са Бриганцијом, Нуада са Ноденсом, Огма са Огмиосом и Гуивњу са Гобанусом.
Средњовековни текстови о Туата Де написани су од стране хришћана. Понекад су објашњавали Туата Де као палe анђеле који нису били ни потпуно добри ни потпуно зли, или као древне људе који су се веома извештили у магији, али су неки писци признали да су барем неки од њих били богови. Неки од њих имају више имена, али се у причама често појављују као различити ликови. Првобитно су вероватно представљали различите аспекте истог божанства, док су други били регионална имена.
Туата Де су на крају постали ес шие, ши-народ или „виле” из каснијег фолклора.

## Име
Староирска реч tuath (у множини tuatha) значи „племе, народ, људи”; dé је генитив од día и, у зависности од контекста, може значити „бог, богови, богиња” или шире „натприродно биће, објекат обожавања”. У најранијим списима, ова митолошка раса се назива Tuath Dé, „племе богова”, или Tuatha Dé, „племена богова”. У делу Lebor Bretnach њихово име је преведено на латински као plebes deorum, „народ богова”. Међутим, ирски монаси су такође почели да користе термин Tuath Dé за Израелите, са значењем „народ Божији”. Очигледно да би избегли забуну са Израелитима, писци су почели да ословљавају митолошку расу као Tuath(a) Dé Danann или Tuath(a) Dé Donann. Ови називи се обично преводе као „народ богиње Дану”. Могуће је да је ово био и начин да их хуманизују: уместо „народ богова”, сада су били народ одређене богиње. Рани хришћански писци су их такође називали fir dé („људи богови”) и cenéla dé („родбина богова”), можда опет да би избегли да их једноставно назову „боговима”. Неки од Tuath Dé понекад се називају clann Eladan, „деца уметности”.
Верује се да је Danann генитив женског имена, за које номинативни облик није забележен. Реконструисан је као Danu, од којег Anu (генитив Anann) може бити алтернативни облик. Кормак мак Куленон је назвао Anu „мајком ирских богова”. Ово може бити повезано са велшком митолошком фигуром Дон. У хиндуистичкој митологији такође постоји богиња по имену Дану, која може бити индоевропска паралела овој богињи. Међутим, ова реконструкција није универзално прихваћена. Такође је предложено да је Danann спој dán („вештина, занат”) и имена богиње Anann. Име се такође јавља као Donann и Domnann, што може указивати на то да порекло лежи у прото-келтској речи don, која значи „земља”. Тирехан је описао ши-народ као dei terreni, „земљане богове”. Ово име би могло бити сродно са митолошким Фир Домнанима и британским Думнонима.

## Опис
Туата Де Данан су описани као натприродна раса, слична идеализованим људима, који су имуни на старење и болести, и који поседују магијске моћи. Најчешће моћи које им се приписују су контрола над временским приликама и елементима, као и способност да мењају сопствени облик и облик других ствари. Такође је речено да контролишу плодност земље; прича De Gabáil in t-Sída казује да су први Гели морали да успоставе пријатељство са Туата Де пре него што су могли да узгајају усеве и стоку.
Они живе у Другом свету, који је описан или као паралелни свет или као рајска земља иза мора или испод површине земље. Многи од њих се повезују са одређеним местима у овом пејзажу, посебно са ши-могилама; древне гробне могиле и гробнице са пролазом су улази у Други свет. Туата Де могу да се сакрију помоћу féth fíada („магичне магле”) и да се појаве пред људима само када то пожеле.
У неким причама, као што је Baile in Scáil, краљ добија потврду своје легитимности од једног од Туата Де. У другим причама, краљево право на владавину потврђује сусрет са женом из Другог света. Сматра се да је инаугурација ирских краљева првобитно представљала његов ритуални брак са богињом земље. Туата Де такође могу донети пропаст неправедним краљевима.
Средњовековни писци који су писали о Туата Де били су хришћани. Понекад су објашњавали Туата Де као пале анђеле; неутралне анђеле који нису стали ни на страну Бога ни Луцифера и били су кажњени тиме што су били приморани да живе на Земљи; или као људе који су се веома извештили у магији. Међутим, неколико писаца је признало да су барем неки од њих били богови.
Постоје јаки докази да многи од Туата Де представљају ирске паганске богове. Само њихово име значи „племе богова”, а у деветом веку, у причи Scél Tuain meic Cairill говори се о Tuath Dé ocus Andé, „племену богова и небогова”. Гуивњу, Креине и Лухта се називају trí dé dáno, „три бога заната”. У глосару Sanas Cormaic, Ану је названа „мајком ирских богова”, Нет „богом рата”, а Бригит „богињом песника” чији је отац Дагда; само његово име значи „велики бог”. Пишући у седмом веку, Тирехан је објаснио ши-народ као „земаљске богове” (на латинском dei terreni), док у Фијаковој химни пише да су Ирци обожавали ши пре доласка Светог Патрика. Гуивњу, лекар Диан Кехт, и Флидас, господарица животиња, призивани су у бајањима, што је даљи доказ да су их сматрали натприродним силама. Неколико Туата Де су сродни са древним келтским божанствима: Луг са Лугусом, Бригит са Бриганцијом, Нуада са Ноденсом, и Огма са Огмиосом.
Ипак, келтолог Џон Кери примећује да није сасвим исправно описивати све њих као богове у самом средњовековном књижевном предању. Он тврди да су књижевни Туата Де sui generis, и сматра да би „бесмртници” могао бити неутралнији термин.

## Легенда
У еухемеризованим извештајима, Туата Де Данан су потомци Немеда, вође једног од претходних таласа насељавања Ирске. У нееуехемеризованим извештајима, они су потомци Дану/Ану, богиње мајке. Они су дошли из четири града на северу Ирске — Фалиаса, Гориаса, Муриаса и Финиаса — где су научили своје вештине у наукама, укључујући архитектуру, уметности и магију. Према књизи Lebor Gabála Érenn, они су стигли у Ирску „у тамним облацима” и „спустили се на планине Конвакне у Коноту”, односно на Шлиув он Јарин, „и донели су таму над сунцем на три дана и три ноћи”. Одмах су спалили своје бродове „да не би ни помислили на повлачење, а дим и магла који су дошли од пловила испунили су оближњу земљу и ваздух. Зато се веровало да су стигли у облацима магле”.
Према Туану:
Од њих су Туата Де и Анде, чије порекло учени не знају, али се чини вероватним да су дошли са неба, због своје интелигенције и због изврсности свог знања.
Под вођством краља Нуаде, Туата Де су се борили у Првој бици код Мој Туре на западној обали, у којој су поразили и раселили домородачке Фир Болге, који су тада настањивали Ирску. У бици је Нуада изгубио руку од њиховог првака Сренга. Пошто Нуада више није био „неокаљан”, није могао остане краљ и био је замењен полуфоморијанским Бресом, који се испоставио као тиранин. Лекар Диан Кехт је Нуади заменио изгубљену руку способном сребрном руком, те је поново постављен за краља. Међутим, Диан Кехтов син, Миах, није био задовољан заменом, па је изговорио чаролију која је довело до тога да месо израсте преко сребрне протезе током девет дана и ноћи. Међутим, у нападу љубоморе, Диан Кехт је убио свог сина. Због Нуадиног враћања на престо, Брес се пожалио својој породици и свом оцу Елати, који га је послао да затражи помоћ од Балора, краља Фоморијанаца.
Туата Де Данан су затим водили Другу битку код Мој Туре против Фоморијанаца. Нуаду је убио Балор, фоморијански краљ, својим урокљивим оком, али је Балора убио Луг, првак Туата Де, који је потом преузео престо.
Трећа битка је вођена против наредног таласа освајача, Милезијанаца, са северозапада Иберијског полуострва (данашња Галиција и северна Португалија), потомака Мила Еспанија (који се сматрају представницима Гојделских Келта). Милезијанци су наишли на три богиње Туата Де Данан — Ериу, Банбу и Фодлу, које су тражиле да острво буде названо по њима; из Ериу је изведено модерно име Ирске, Ери (Éire), а Банба и Фодла се и даље понекад користе као поетски називи за Ирску.
Њихова три мужа, Мак Куил, Мак Кехт и Мак Грејне, били су краљеви Туата Де Данана у то време, и тражили су примирје од три дана, током којих би Милезијанци остали на сидришту на удаљености од девет таласа од обале. Милезијанци су пристали, али су Туата Де Данан створили магичну олују у покушају да их отерају. Милезијански песник Амергин је смирио море својим стиховима, након чега су његови људи искрцали и поразили Туата Де Данан у Таилтиу. Када су Амергина позвали да подели земљу између Туата Де Данана и сопственог народа, он је мудро доделио део изнад земље Милезијанцима, а део под земљом Туата Де Данан. Туата Де Данан је Мананан мак Лир одвео под земљу, у ши-могиле, и на Тир на Ног, цветну/медну равницу, која је забележена у „Брановом путовању”.

## Четири блага
Туата Де Данан су са собом у Ирску донели четири магична блага, по једно из сваког од њихова четири града:
- Дагдин котао
- Лугово копље
- Камен Фал
- Мач светлости

## Високи краљеви Ирске
Испод се налази хронологија високих краљева Ирске из хронике Annála Ríoghachta Éireann; засноване на дужинама владавине наведеним у делу Forus Feasa ar Erinn Џефрија Китинга. Нуадина прва владавина нема прецизан датум почетка.
- Нуада (прва владавина): ARE непознато–1897. п. н. е.; FFE непознато–1477. п. н. е.
- Брес:  1897–1890. п. н. е.; FFE 1477–1470. п. н. е.
- Нуада (друга владавина): ARE 1890–1870. п. н. е.; FFE 1470–1447. п. н. е.
- Луг:  1870–1830. п. н. е.; FFE 1447–1407. п. н. е.
- Дагда: ARE 1830–1750. п. н. е.; FFE 1407–1337. п. н. е.
- Делбеј: ARE 1750–1740. п. н. е.; FFE 1337–1327. п. н. е.
- Фиаха мак Делбеј: ARE 1740–1730. п. н. е.; FFE 1327–1317. п. н. е.
- Мак Куил, Мак Кехт и Мак Грејне: ARE 1730–1700. п. н. е.; FFE 1317–1287. п. н. е.